# فولكانودونيات
ألفولكانودونيات (الاسم العلمي: Vulcanodontidae)، فصيلة منقرض من ديناصورات سحليات الأرجل وقد عاشت خلال العصر الجوراسي المبكر.